# آرثر جونسون (ملاكم)
آرثر جونسون (بالإنجليزية: Arthur Johnson) (16 فبراير 1966 - ) هو ملاكم أمريكي، صنّف ضمن فئة وزن البانتام السوبر ‏. شارك في الألعاب الأولمبية الصيفية 1988.

## وصلات خارجية
- آرثر جونسون على موقع بوكس ريك (الإنجليزية) (registration required)
- آرثر جونسون على موقع أوليمبيديا (الإنجليزية)